# Astylosternus rheophilus
Astylosternus rheophilus – gatunek płaza bezogonowego z rodziny artroleptowatych (Arthroleptidae). Występuje w górach Kamerunu i prawdopodobnie jest endemitem tego kraju.

## Występowanie
Być może gatunek jest endemitem Kamerunu. Występuje na zachodzie tego kraju, stwierdzono go na górach Mount Manenguba, Mount Mbam, Santa, Mount Bana, Mount Ngokham, w górach Bambouto, w rezerwacie leśnym Bafut-Ngemba oraz na Mount Oku. Sądzi się, że gatunek może występować także na obszarze Mambila Plateau we wschodniej Nigerii.
Zasiedla zarówno lasy, jak i tereny trawiaste, zwłaszcza otaczane przez las. Spotyka się go na wysokościach od 1300 aż do 2450 m nad poziomem morza.

## Rozmnażanie
Jak większość płazów, do rozmnażania się potrzebuje wody. Preferuje do tego niewielkie strumyki leśne.

## Status
W Czerwonej księdze gatunków zagrożonych IUCN płaz ten od 2017 roku klasyfikowany jest jako gatunek bliski zagrożenia (NT, ang. Near Threatened); wcześniej, od 2004 roku uznawano go za gatunek narażony (VU, ang. Vulnerable).
Liczebność tego pospolitego gatunku spada.
Zagraża mu utrata i degradacja swego środowiska naturalnego spowodowana przez rozwój rolnictwa, wylesianie, zanieczyszczenia oraz zajmowanie przez człowieka kolejnych terenów pod zabudowę.

## Podgatunki
- A. r. tchabalensis – jak podaje IUCN, można go spotkać jedynie na południowych stokach Tchabal Mbaba na wysokości 1700–1900 m n.p.m., być może także w Nigerii. Bytuje w pozostałościach lasów galeriowych na obszarze w większości wylesionym[3].